# Pou de gel de Guimerà
El Pou de gel de Guimerà és una obra de Guimerà (Urgell) inclosa a l'Inventari del Patrimoni Arquitectònic de Catalunya.

## Descripció
Pou de planta circular cobert amb volta de mitja esfera. És una edificació de forma cilíndrica amb parets verticals fins a l'arrencada de la volta, coberta amb la tècnica de falsa cúpula.
L'accés es realitza per un forat circular en la seva part superior i una obertura rectangular en una paret lateral en el lloc on arrenca la volta.

## Història
L'entrada original era sota la plaça major. El segle xviii era en desús i el veí de la casa del davant del pou va obrir un nou accés des del seu estable deixant tancat el primitiu.